# Enrico Barbacini
Enrico Barbacini (Parma, 26 de juny de 1834 - Milà, 20 de setembre de 1905) fou un tenor italià.
Estudià amb G. Barbacini i Dall'Argine a la seva ciutat natal, i amb Chiaramonti i Francesco Lamperti a Milà. Va debutar el 1852 a Parma. Cantà al Liceu de Barcelona, Bolonya, Milà, Nàpols, Novara, Parma, Sant Petersburg, Piacenza, Roma, Torí i Viena.
Es retirà el 1893 amb Il bravo a Milà. Fou professor de cant a Venècia i Milà, i entre els seus alumnes tingué els tenors Henryk Dzerwiecki i Giovanni Peirani.